# Olympische Sommerspiele 2008/Teilnehmer (Jordanien)
| Gelbes Symbol für Goldmedaillen mit stilisierten Olympischen Ringen | Graues Symbol für Silbermedaillen mit stilisierten Olympischen Ringen | Braundes Symbol für Bronzemedaillen mit stilisierten Olympischen Ringen |
| ------------------------------------------------------------------- | --------------------------------------------------------------------- | ----------------------------------------------------------------------- |
| —                                                                   | —                                                                     | —                                                                       |

Jordanien nahm bei den Olympischen Spielen 2008 in Peking zum achten Mal an Olympischen Sommerspielen teil. Die Delegation umfasste sieben Athleten.

## Flaggenträger
Die Tischtennisspielerin Zaina Schaban trug die Flagge Jordaniens während der Eröffnungsfeier.

## Teilnehmer nach Sportarten

### Leichtathletik
- Khalil al-Hanahneh
Männer, 200 m: in der 1. Runde ausgeschieden
- Baraah Awadallah
Frauen, 800 m: in der 1. Runde ausgeschieden

### Reiten
- Ibrahim Bisharat
Männer, Einzel: in der 1. Runde ausgeschieden

### Schwimmen
- Razan Taha
Frauen, 50 m Freistil: im Vorlauf ausgeschieden
- Anas Hamoudeh
Männer, 50 m Freistil: im Vorlauf ausgeschieden

### Taekwondo
- Nadin Dawani
Damen, über 67 kg: im Achtelfinale ausgeschieden

### Tischtennis
- Zaina Schaban
Frauen, Einzel: in der Vorrunde ausgeschieden